# Житній Яр
Житній Яр — річка в Україні, у Бахмутському районі Донецької області. Права притока Бахмутки (басейн Дону).

## Опис
Довжина річки приблизно 6,97 км, найкоротша відстань між витоком і гирлом — 6,49  км, коефіцієнт звивистості річки — 1,08 . Річка формується 3 безіменними струмками та 11 загатами.

## Розташування
Бере початок на північно-східній частині Горлівки. Тече переважно на північний захід через селище Зайцеве і впадає у річку Бахмутку, праву притоку Сіверського Дінця.
Населені пункти вздовж берегової смуги: Гольмівський, Доломітне.

## Цікаві факти
- Біля витоку річки проходить залізнична дорога. На лівому та правому берегах річки на відстанях приблизно 1,58 км та 3,14 км розташовані станції Трудова та Сухий Яр.